# 苯乙咪唑
苯乙咪唑（英語：Benznidazole），或译苄硝唑，是一種抗寄生蟲藥，用於治療恰加斯病。雖然它在感染早期治療非常有效，但對於長期感染者而言，效果會降低。由於苯乙咪唑產生的副作用比硝呋莫司（一種治療恰加斯病及非洲人類錐蟲病的藥物）溫和，因此被用作一線治療藥物。此藥物經由口服方式攝入。
使用藥物的的常見副作用包括有皮疹、麻木、發燒、肌肉痛、食慾不振和難以入眠。罕見的副作用有骨髓抑制，可能會導致成熟血球細胞減少症。不建議在懷孕期間，或患有嚴重肝臟或腎臟疾病的個體使用。苯乙咪唑屬於硝基咪唑類藥物，透過產生自由基發揮作用。
苯乙咪唑於1971年被引入醫療用途。它已被列入世界衛生組織基本藥物標準清單之中。截至2012年，巴西政府營運的製藥公司Laboratorio Farmacêutico do Estado de Pernambuco是唯一的藥物生產者。阿根廷政府於2012年3月宣布該國一家名為Elea的藥廠即將生產苯乙咪唑的通用名藥物，初期將用於治療該國患者。非政府組織無國界醫生對此表示歡迎。

## 醫療用途
苯乙咪唑在治療恰加斯病急性期有顯著活性，成功率高達80%。然而其在慢性期的治療能力則受到限制。一些研究發現在罹患慢性期早期的兒童身上，有時可達到寄生蟲學治愈 (完全消除體內的克魯氏錐蟲)，但在慢性感染個體的總體失敗率通常高於80%。
一些研究顯示在慢性期使用苯乙咪唑進行治療，即使無法達到寄生蟲學治愈，但可減少心電圖變化並延緩患者的臨床狀況惡化。
苯乙咪唑已被證明可有效治療由於免疫抑制引起的克氏錐蟲再活化感染，例如愛滋病患者或接受器官移植相關免疫抑制治療的患者。

### 兒童
苯乙咪唑可用於兒童治療，使用劑量與治療成人感染的相同（以體重為基礎，每天給藥5-7毫克/公斤）。有適合兩歲以下兒童的配方。 此藥物於2013年被列入世界衛生組織兒童基本藥物標準清單。研究發現兒童使用後發生不良事件的風險較成人為低，可能是由於成人的肝臟對藥物的清除率增加的緣故。研究發現兒童最常見的不良反應是再消化道、皮膚和神經系統上的不良反應。然而兒童發生嚴重皮膚病和神經系統不良事件的概率較低。美國食品藥物管理局（FDA）於2017年核准其用於治療兒童恰加斯病。

### 孕婦
於動物的研究顯示苯乙咪唑可穿過胎盤進入胎兒體內。由於此藥物有潛在的致畸性，因此不建議個體在懷孕期間使用。

## 副作用

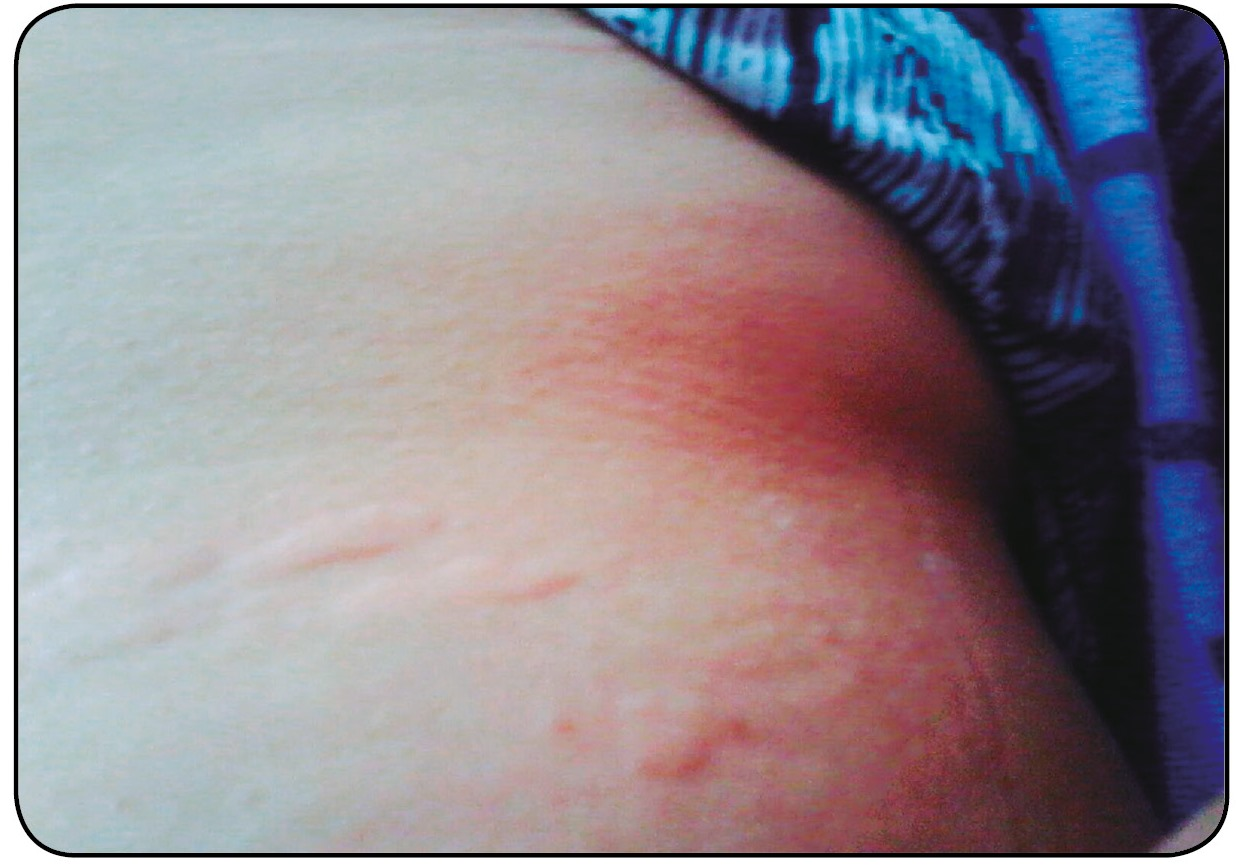
接受苯乙咪唑治療8日後的患者，出現腹部充血性斑塊，伴隨左腋窩及胸側硬化斑塊。

使用苯乙咪唑而發生副作用很常見，且會隨患者年齡的增長而更頻繁發生。最常見的不良反應是過敏性皮膚炎和周邊神經病變。據報導有高達30%的人在開始治療時會出現皮膚炎。苯乙咪唑可能會引起皮膚光敏性，而導致皮疹。皮疹通常在治療的前2週內出現，會隨時間拉長而消退。在極少數情況下，皮膚過敏會導致剝脫性皮疹、水腫和發燒。周邊神經病變可能會在治療過程後期發生，且具有劑量依賴性，但並非永久性，會在經歷一段時間後解決。
其他不良反應包括有厭食、體重減輕、噁心、嘔吐、失眠、味覺障礙和骨髓抑制。 消化道症狀通常出現在治療的初始階段，並會隨時間而緩解。 骨髓抑制與劑量累積有關聯。

## 禁忌症
有嚴重肝臟和/或腎臟疾病的人不應使用苯乙咪唑。孕婦不應使用苯乙咪唑，因為它可穿過胎盤而可能對胎兒發生致畸性。

## 藥理學

### 作用機轉
苯乙咪唑是一種硝基咪唑類抗寄生蟲藥，對克魯氏錐蟲急性感染（通常稱為恰加斯病）具有良好活性，苯乙咪唑的主要作用機制是產生自由基物質，可損害寄生蟲的DNA或是胞器，與其他硝基咪唑的作用相似。硝基咪唑的作用機制似乎取決於是否有氧氣存在。這對於被認為是兼性厭氧菌的錐蟲屬物種尤其重要。
硝基咪唑在厭氧條件下可產生活性硝基自由基，抑制錐蟲的細胞和DNA，而哺乳類動物（宿主）的細胞和DNA不會受到損害。對於甲硝唑等5-硝基咪唑類藥物，此機制已得充分證實，但尚不清楚是否2-硝基咪唑類藥物（包括苯乙咪唑）具有相同的機制。
相較之下，當氧氣存在時，產生的任何自由基硝基化合物都會被分子氧快速氧化，通過一無效循環的過程，還原成原來的硝基咪唑化合物並產生超氧化物陽離子。在這些情況下，超氧化物產生後被認為會產生其他活性氧類。這些氧自由基產生的毒性或突變原程度取決於細胞為超氧自由基和其他活性氧類解毒的能力。在哺乳動物中，這些自由基可安全地轉化為過氧化氫，表示苯乙咪唑對人類細胞的直接毒性非常有限。然而錐蟲物種對這些自由基解毒的能力會降低，導致細胞機制受損。

### 藥物動力學
口服苯乙咪唑的生物利用度為92%，給藥後3-4小時達峰值濃度。 5%的母藥以原形從尿液中排出，表示苯乙咪唑主要是經由肝臟代謝後被排出人體。其生物半衰期為10.5-13.6小時。

## 與其他藥物交互作用
苯乙咪唑和其他硝基咪唑已被證明可降低5-氟尿嘧啶（包括其前體藥物卡培他濱、多氟苷和泰加氟產生的5-氟尿嘧啶）的清除率。雖然這些藥物中任何一種與苯乙咪唑共同給藥都沒有禁忌，但建議一起使用時須監測5-氟尿嘧啶毒性。
胰高血糖素樣肽-1受體激動劑（GLP-1-RA）如利拉西肽 可能會減慢苯乙咪唑的吸收和活性，可能是受到消化作用延遲。
由於硝基咪唑可殺死霍亂弧菌，因此不建議在接口服霍亂疫苗後14天內使用。
使用苯乙咪唑後飲酒會引起類似二硫龍的的急性敏感性反應。